# Кукесі
«Кукесі» (алб. Futboll Klub Kukësi) — албанський професіональний футбольний клуб з міста Кукес. Заснований 4 березня 1930 року. Домашні матчі проводить на стадіоні «Зекір Імері» місткістю 10 000 місць.

## Досягнення
Чемпіонат Албанії
- Чемпіон (1): 2016-17
- Віце-чемпіон (3): 2012-13, 2013-14, 2014-15, 2018-19

Кубок Албанії
- Володар (2): 2015-16, 2018-19

Суперкубок Албанії
- Володар (1): 2016

## Виступи в єврокубках
| Сезон   | Змагання       | Раунд | Клуб               | Вдома        | На виїзді | В сукупності |
| ------- | -------------- | ----- | ------------------ | ------------ | --------- | ------------ |
| 2013–14 | Ліга Європи    | 1КР   | Флора              | 0–0          | 1–1       | 1–1 (г)      |
| 2013–14 | Ліга Європи    | 2КР   | Сараєво            | 3–2          | 0–0       | 3–2          |
| 2013–14 | Ліга Європи    | 3КР   | Металург Донецьк   | 2–0          | 0–1       | 2–1          |
| 2013–14 | Ліга Європи    | ПО    | Трабзонспор        | 0–2          | 1–3       | 1–5          |
| 2014–15 | Ліга Європи    | 1КР   | Кайрат             | 0–0          | 0–1       | 0–1          |
| 2015–16 | Ліга Європи    | 1КР   | Торпедо-БелАЗ      | 2–0          | 0–0       | 2–0          |
| 2015–16 | Ліга Європи    | 2КР   | Младость Подгориця | 0–1          | 4–2       | 4–3          |
| 2015–16 | Ліга Європи    | 3КР   | Легія              | 0–3 (тех.п.) | 0–1       | 0–4          |
| 2016–17 | Ліга Європи    | 1КР   | Рудар Плєвля       | 1–1          | 1–0       | 2–1          |
| 2016–17 | Ліга Європи    | 2КР   | Аустрія Відень     | 1–4          | 0–1       | 1–5          |
| 2017–18 | Ліга чемпіонів | 2КР   | Шериф              | 2–1          | 0–1       | 2–2 (г)      |
| 2018–19 | Ліга чемпіонів | 1КР   | Валетта            | 0−0          | 1–1       | 1–1 (г)      |
| 2018–19 | Ліга чемпіонів | 2КР   | Карабах            | 0−0          | 0−3       | 0–3          |
| 2018–19 | Ліга Європи    | 3КР   | Торпедо Кутаїсі    | 2−0          | 2−5       | 4–5          |
| 2019–20 | Ліга Європи    | 1КР   | Дебрецен           | 1−1          | 0−3       | 1−4          |

Notes
- 1КР: Перший кваліфікаційний раунд
- 2КР: Другий кваліфікаційний раунд
- 3КР: Третій кваліфікаційний раунд
- ПО: Раунд плей-оф